# Pepper Potts (Marvel Cinematic Universe)
Virginia "Pepper" Potts è un personaggio immaginario del Marvel Cinematic Universe (MCU), basato sull'omonimo personaggio di Marvel Comics. Interpretata da Gwyneth Paltrow, è inizialmente presentata come assistente personale di Tony Stark, per poi diventarne l'interesse amoroso e infine la moglie. Nei film successivi dell'MCU, Pepper assume la direzione delle Stark Industries, mentre Stark si dedica al suo ruolo di Iron Man. In seguito, Potts partecipa attivamente alle missioni al fianco di Stark e degli Avengers, utilizzando una sua armatura potenziata.
A partire dal 2022, Pepper Potts è apparsa in sette film, l'ultimo dei quali è Avengers: Endgame (2019). Versioni alternative del personaggio compaiono anche nella serie animata What If...? (2021).

## Versioni alternative

### Guerra Wakanda-America
In un 2010 alternativo, Killmonger salva Tony Stark, impedendone la cattura da parte dei Dieci Anelli. Tuttavia, lo tradisce e lo uccide, orchestrando poi un'invasione americana del Wakanda. Shuri scopre l'inganno e porta le prove a Pepper Potts, che ricompare nel finale della prima stagione, What If... the Watcher Broke His Oath?. Qui aiuta Shuri e le Dora Milaje a prendere d’assalto il palazzo di Killmonger per catturarlo, ma scoprono che è già scomparso: il Watcher lo ha segretamente reclutato per salvare il Multiverso.

## Accoglienza
L'interpretazione di Gwyneth Paltrow nel ruolo di Pepper Potts, così come il personaggio stesso, è stata per lo più apprezzata dalla critica. Kirk Honeycutt, su The Hollywood Reporter, ha lodato la scrittura del personaggio in Iron Man, scrivendo: «Accanto a Pepper Potts, interpretata da Gwyneth Paltrow, le cui battute affilate non potrebbero essere migliorate». David Edelstein di New York Magazine ha invece offerto un commento più irriverente, descrivendo la presenza femminile in Iron Man 2 come «una gara di gambe tra Gwyneth Paltrow e Scarlett Johansson, in cui Paltrow vince in lunghezza, per poi scomparire sotto il bagliore dei fari della sua avversaria».
David Denby del New Yorker ha espresso un giudizio negativo, scrivendo che il film trasmette «una sensazione di lieve depressione, come se tutto si svolgesse per forza d'inerzia... Gwyneth Paltrow, con gli occhi sgranati e il respiro affannoso, può fare ben poco con un ruolo antiquato da segretaria innamorata del capo, che non riesce a confessargli il proprio amore».